# Karel Steklý
Karel Steklý (Praga, 9 ottobre 1903 – Praga, 5 luglio 1987) è stato un regista e sceneggiatore cecoslovacco.
Il suo film Sirena (Siréna) ha vinto il Leone d'oro al miglior film all'8ª Mostra internazionale d'arte cinematografica di Venezia.
Nel 1952 ha diretto Anna la proletaria (Anna proletárška), mentre nel 1956 Il buon soldato Švejk (Dobrý voják Švejk).
Nel 1973 lo Stato gli conferì il titolo di Artista nazionale.

## Filmografia parziale
- Sirena (Siréna) (1947)
- Le tenebre (Temno)  (1950)
- Anna la proletaria (Anna proletárška) (1952)
- Il buon soldato Svejk (Dobrý voják Švejk) (1956)